# Bloodlust
Bloodlust é o sexto album de estúdio da banda norte-americana de heavy metal Body Count (banda), lancado a 31 de marco de 2017 pela Century Media. Conta com a participacao de Dave Mustaine (Megadeth), Max Cavalera (Soulfly e Cavalera Conspiracy) e Randy Blythe (Lamb Of God) e contem um medley intitulado “Raining Blood / Postmortem 2017”, original da banda Slayer. O primeiro single, “No Lives Matter”, foi lancado a 17 de fevereiro de 2017.
Bloodlust estreou-se na #3 posicao na tabela Rock and Metal Chart do Reino Unido e na posicao #157 no Billboard 200.
| Críticas profissionais | Críticas profissionais |
| Avaliações da crítica  | Avaliações da crítica  |
| Fonte                  | Avaliação              |
| ---------------------- | ---------------------- |
| AllMusic               | [ 6 ]                  |
| The A.V. Club          | C-                     |
| Blabbermouth           | 8/10                   |
| Classic Rock           | [ 9 ]                  |
| Kerrang!               | [ 10 ]                 |
| Mojo                   | [ 11 ]                 |
| Pitchfork              | 5.7/10                 |
| Rolling Stone          | [ 13 ]                 |

## Lista de faixas
| N.º            | Título                                | Letras                    | Música         | Duração |  |
| 1.             | "Civil War" (com Dave Mustaine)       |                           |                | 4:23    |  |
| 2.             | "The Ski Mask Way"                    |                           |                | 3:36    |  |
| 3.             | "This Is Why We Ride"                 |                           |                | 5:26    |  |
| 4.             | "All Love Is Lost" (com Max Cavalera) |                           |                | 3:36    |  |
| 5.             | "Raining Blood / Postmortem 2017"     | Jeff Hanneman, Kerry King | Hanneman       | 4:31    |  |
| 6.             | "God, Please Believe Me"              |                           |                | 1:23    |  |
| 7.             | "Walk With Me..." (com Randy Blythe)  |                           |                | 3:07    |  |
| 8.             | "Here I Go Again"                     |                           |                | 3:32    |  |
| 9.             | "No Lives Matter"                     |                           |                | 4:23    |  |
| 10.            | "Bloodlust"                           |                           |                | 3:34    |  |
| 11.            | "Black Hoodie"                        |                           |                | 3:29    |  |
| Duração total: | Duração total:                        | Duração total:            | Duração total: | 41:00   |  |

## Creditos
- Ice-T - voz
- Ernie C - guitarra
- Juan of the Dead - guitarra
- Vincent Price - guitarra baixo
- Ill Will - bateria
- Sean E. Sean - sampler

## Ligacoes externas
- Bloodlust no Allmusic